# Мурланд (Оклахома)
Мурланд (енгл. Mooreland) град је у америчкој савезној држави Оклахома.

## Демографија
По попису из 2010. године број становника је 1.190, што је 36 (-2,9%) становника мање него 2000. године.
| Група             | 2000.         | 2010.         |
| Белци             | 1.142 (93,1%) | 1.077 (90,5%) |
| Афроамериканци    | 0 (0,0%)      | 1 (0,1%)      |
| Азијати           | 1 (0,1%)      | 0 (0,0%)      |
| Хиспаноамериканци | 47 (3,8%)     | 79 (6,6%)     |
| Укупно            | 1.226         | 1.190         |